# Xian de Wangcang
Le xian de Wangcang (旺苍县 ; pinyin : Wàngcāng Xiàn) est un district administratif de la province du Sichuan en Chine. Il est placé sous la juridiction de la ville-préfecture de Guangyuan.

## Démographie
La population du district était de 445 963 habitants en 1999.